# مستشفى كلية كينجز
مستشفى كلية كينجز هو منشأةٌ للرعاية الحادة في لامبيث، ويُشار إليه محليًا وبواسطة الموظفين باختصارٍ باسم «كينجز» أو تختصر داخليًا إلى (KCH).

## خريجون بارزون
- جيمس بلاك
- ويليام بومان
- جوزف ليستر
- أودري سميث